# 富士市立吉原小学校
富士市立吉原小学校（ふじしりつよしわらしょうがっこう）は、静岡県富士市にある市立の小学校。

## 沿革
- 1872（明治5）年 - 1月、吉原宿の旧本陣である神尾六左衛門宅の一部を使用して、神尾や鈴木香峰ら有志により、私塾「仰成舎」が開かれる。学科は漢学・英学・算術を主とし、漢学に長けた神尾は自らその指導に当った。
- 1873（明治6）年 - 6月1日、新たに11ヶ村の生徒を収容することとなったため、旧問屋場を改修して校舎として移転。公立の小学校となる。
- 1876（明治9）年 - 生徒が収容しきれなくなり、3間5尺平屋の校舎を新築移転。3月31日に落成開校の式を開く。8月21日、学区が第二大学区所属となる。
- 1877（明治10）年 - 11月、3区が聯合し第二大学区第拾四番中学区第六十五・六・七・三学区聯合となる。「吉原学校」と改称。
- 1887（明治20）年 - 吉原尋常小学校と改称。
- 1889（明治22）年 - 町村制が施行されるが、一町村では人口も少なく面積も狭いため、吉原町島田村組合尋常小学校となる。
- 1897（明治30）年 - 6月、木造2階建の新校舎を起工。物価騰貴により争議が続き、何度も工事が中断された。
- 1898（明治31）年 - 4月、新校舎落成。
- 1912（明治45）年 - 3ヶ年の高等科を併設し、吉原町島田村組合尋常高等小学校となる。
- 1940（昭和15）年 - 4月、吉原町と島田村が合併し、富士郡吉原町立吉原尋常高等小学校となる。
- 1941（昭和16）年 - 4月、国民学校令に伴い、富士郡吉原町吉原国民学校となる。8月、下總皖一作曲・土井晩翠作詞の校歌を制定。
- 1947（昭和22）年 - 新学制施行に伴い、富士郡吉原町立吉原小学校となる。
- 1948（昭和23）年 - 4月3日、市制施行に伴い、吉原市立吉原小学校となる。
- 1950（昭和25）年 - この年、校章を制定。2月1日、移築推進委員会が開かれる。
- 1952（昭和27）年 - 11月18日、敷地買収手続きの全員の調印が完了。地鎮祭を執り行う。
- 1953（昭和28）年 - 12月15日、第一棟上棟式。
- 1954（昭和29）年 - 4月8日、2・4・6年生が新校舎に移転。6月1日、開校記念式。
- 1955（昭和30）年 - 1月11日、1・3年生が新校舎に移転。2月7日、5年生の移転を以て全学年の移転が完了。9月10日、新校舎竣工式。
- 1965（昭和40）年 - 移転十周年記念式を挙行。
- 1966（昭和41）年 - 11月1日、富士市・吉原市・鷹岡町の合併により、富士市立吉原小学校となる。